# Unterseeboot 256
Le Unterseeboot 256 (ou U-256) est un sous-marin allemand (U-Boot) de type VII.C utilisé par la Kriegsmarine (marine de guerre allemande) pendant la Seconde Guerre mondiale.

## Historique
Mis en service le 18 décembre 1941, l'Unterseeboot 256 reçoit sa formation de base à Danzig au sein de la 8. Unterseebootsflottille jusqu'au 31 juillet 1942, puis l'U-256 intègre sa formation de combat à Brest avec la 9. Unterseebootsflottille.
L'Unterseeboot 256 effectue cinq patrouilles dans lesquelles il a coulé un navire marchand ennemi de 1 300 tonneaux au cours de ses 190 jours en mer.
Il réalise sa première patrouille, quittant le port de Kiel le 28 juillet 1942 sous les ordres du Kapitänleutnant Odo Loewe. 

Le 25 août 1942, à 2 h 42, dans l'Atlantique, au sud du Groenland, la corvette norvégienne HNoMS Eglantine détecte un sous-marin au radar, en approchant des survivants de l'épave du navire marchand norvégien Trolla à l'arrière du convoi ONS-122. La corvette abandonne les opérations de sauvetage. L'U-Boot s'avère être l'U-256, qui a plongé lorsque le secteur a été illuminé avec des fusées éclairantes. À 2 h 47, la corvette tente de lancer des charges de profondeur ; des pannes aux deux lanceurs ne permettent de lancer qu'une charge. Une fuite à un évent d'échappement force l'U-256 à s'enfoncer à une profondeur de 200 mètres. La corvette lance deux attaques de huit et dix grenades respectivement, puis retourne vers le convoi à 2 h 58. Le sous-marin fait surface environ trente minutes plus tard, contraint de cesser la patrouille en raison des dommages subis.
Le 2 septembre 1942, à 8 h 30, dans le Golfe de Gascogne, un avion bombardier Armstrong Whitworth Whitley britannique du Squadron 77 RAF/H n°Z9515 mitraille l'U-256 et lui largue deux ou trois bombes qui tombent à environ 15 mètres à l'arrière du sous-marin. Les Allemands répliquent avec leurs armes anti-aériennes, observent des impacts sur le cockpit et l'avion qui rompt le combat en laissant une traînée de fumée. L'équipage envoie un message de détresse et les cinq aviateurs sont déclarés perdus. L'U -256 est gravement endommagé au kiosque et rejoint la base sous-marine de Lorient le lendemain, le 3 septembre 1942 après 38 jours de mer.
Ses dommages étant importants, il est mis hors service en novembre 1942. Il est décidé de le réparer pour en faire un navire puissamment armé pour la lutte anti-aérienne sous la désignation de U-Flak 2, de manière à mettre un terme aux pertes infligées par l'aviation alliée dans le golfe de Gascogne.

L'U-Flak est équipé de deux tourelles Flakvierling 38 quadruples canon de 20 mm (800 coups/min), ainsi que d'un canon automatique Flak 36/37 de 37 mm (80/120 coups/min). Accessoirement, une batterie de roquettes antiaériennes est essayée sans succès ; ponctuellement, deux canons de 20 mm sont montés. L'emport de carburant se limite au strict nécessaire pour naviguer dans le golfe de Gascogne, et seules cinq torpilles sont chargées dans les tubes afin de ménager de l'espace pour les artilleurs.

L'U-256 est remis en service le 16 août 1943 et repart en patrouille deux semaines plus tard.
Le 8 octobre 1943, à 3 h 34 dans le Golfe de Gascogne, l'U-Boot, depuis quatre jours mer pour sa deuxième patrouille, est illuminé par le projecteur d'un bombardier Vickers Wellington britannique n°HF190 (Squadron 612 RAF/J). L'U-256 n'est pas endommagé après le lancer de six grenades et s'échappe en plongeant. Malgré les dommages causés par l'artillerie de l'U-Boot à son flanc tribord et à sa tourelle arrière, l'avion Wellington retourne à sa base.
Le 28 octobre 1943, il est bombardé avec l'U-220, ce dernier coulant à la suite de cet assaut.
Le 16 novembre 1943, à 2 h 8, sur le chemin de retour de sa deuxième patrouille, dans le Golfe de Gascogne, un bombardier Handley Page Halifax Mk. II britannique (RAF Squadron 502) approche à environ 200 mètres vers l'arrière de l'U-256 ; il est touché par l'artillerie de l'U-Boot dans l'aile tribord et se détourne. Lorsque le Halifax revient, le sous-marin a plongé.
À la suite des bons résultats initialement enregistrés par ces U-Flak, La Royal Air Force développe une riposte. Moins de six mois après leur mise en service, elle mobilise des navires de surface pour assister ses chasseurs-bombardiers. La conversion en cours de trois autres U-Boote est arrêtée, et l'ensemble des U-Flak revient en configuration de sous-marins conventionnels à partir de décembre 1943.
Le 11 mars 1944, à 21 h 48, au milieu de l'Atlantique, l'U-Boot observe un bombardier Wellington canadien n°HF311 (Squadron 407 ARC/H) s'écraser en mer. L'U-256 n'a pas tiré sur l'avion qui s'est sans doute accidenté par erreur de pilotage en préparant une attaque à faible altitude. Les six aviateurs membres d'équipage sont perdus.
Le 19 mars 1944, à 23 h 12, dans le Golfe de Gascogne, en chemin de retour, l'U-Boot est illuminé par le projecteur d'un Consolidated B-24 Liberator qui le mitraille. Les Allemands observent des coups au but dans l'aile droite des canons de DCA 20 mm et dans le fuselage[Quoi ?] de l'arme anti-aérienne de 37 mm. Des flammes sortent de la soute à bombes ainsi que de d'un des moteurs de l'avion. Ce dernier survole l'arrière de l'U-256 à une hauteur de 50 mètres et lui lance six charges de profondeur avant de s'écraser 500 mètres plus loin en mer, tuant les dix aviateurs de l'équipage. L'U-256 n'est pas endommagé dans l'attaque.
Le 7 juin 1944, l'U-256 subit une attaque d'aéronefs et abat un bombardier B-24 Liberator (Squadron 224/M).
Pour sa cinquième et dernière patrouille, il quitte la base sous-marine de Brest le 4 septembre 1944 sous les ordres du korvettenkapitän Heinrich Lehmann-Willenbrock. Après 44 jours en mer, l'U-256 arrive à Bergen le 17 octobre 1944.
L'U-256 est mis hors service et désarmé le 23 octobre 1944 à Bergen. À la libération de la ville, il est capturé et ses pièces sont utilisées, puis il est démoli.

## Affectations successives
- 8. Unterseebootsflottille à Danzig du 18 décembre 1941 au 31 juillet 1942 (entrainement)
- 9. Unterseebootsflottille à Bergen du 1er août 1942 au 5 octobre 1944 (service actif)

## Commandement
- Kapitänleutnant Odo Loewe du 18 décembre 1941 au 30 novembre 1942
- Oberleutnant zur See Wilhelm Brauel du 16 août 1943 au 27 juin 1944
- Korvettenkapitän Heinrich Lehmann-Willenbrock du 2 septembre au 18 octobre 1944

## Patrouilles
|       | Commandant                           | Départ            | Départ  | Arrivée           | Arrivée | Jours     | Succès  |
| ----- | ------------------------------------ | ----------------- | ------- | ----------------- | ------- | --------- | ------- |
| 1     | Kptlt. Odo Loewe                     | 28 juillet 1942   | Kiel    | 3 septembre 1942  | Lorient | 38 jours  |         |
|       | Kptlt. Odo Loewe                     | 22 septembre 1942 | Lorient | 23 septembre 1942 | Brest   | 2 jours   |         |
| 2     | Oblt. Wilhelm Brauel                 | 4 octobre 1943    | Brest   | 17 novembre 1943  | Brest   | 45 jours  |         |
| 3     | Oblt. Wilhelm Brauel                 | 25 janvier 1944   | Brest   | 22 mars 1944      | Brest   | 58 jours  | 1 300   |
| 4     | Oblt. Wilhelm Brauel                 | 16 juin 1944      | Brest   | 8 juin 1944       | Brest   | 3 jours   |         |
| 5     | KrvKpt. Heinrich Lehmann-Willenbrock | 4 septembre 1944  | Brest   | 17 octobre 1944   | Bergen  | 44 jours  |         |
| Total | Total                                | Total             | Total   | Total             | Total   | 190 jours | 1 300 t |

Note : Oblt. = Oberleutnant zur See - Kptlt. = Kapitänleutnant - KrvKpt. = Korvettenkapitän 

### Opérations Wolfpack
L'U-256 a opéré avec les Wolfpacks (meute de loups) durant sa carrière opérationnelle:
1. Steinbrinck (7 août 1942 - 11 août 1942)
2. Lohs (11 août 1942 - 25 août 1942)
3. Igel 2 (3 février 1944 - 17 février 1944)
4. Hai 1 (17 février 1944 - 22 février 1944)
5. Preussen (22 février 1944 - 13 mars 1944)

## Navires coulés
L'Unterseeboot 256 a coulé un navire marchand ennemi de 1 300 tonneaux au cours des cinq patrouilles (188 jours en mer) qu'il effectua.
| Date            | Nom du navire        | Nationalité | Convoi | Tonnage | Fait  |
| --------------- | -------------------- | ----------- | ------ | ------- | ----- |
| 20 juillet 1944 | HMS Woodpecker (U08) | UK          | ON-224 | 1 300   | Coulé |

### Source et bibliographie
- (en) Cet article est partiellement ou en totalité issu de l’article de Wikipédia en anglais intitulé « German submarine U-256 » (voir la liste des auteurs).
- Chris Bishop, historien militaire (trad. de l'anglais par Christian Muguet), Les sous-marins de la Kriegsmarine : 1939-1945 : le guide d'identification des sous-marins [« The spellmount submarine identification guide : Kriegsmarine U-boats 1939-1945 »], Paris, Éd. de Lodi, 2008, 192 p. (ISBN 978-2-84690-327-1, OCLC 470721805, BNF 41298980)